# Fiat BR.20
Fiat BR.20 Cicogna (italsky "čáp") byl jediným italským dvoumotorovým bombardovacím letounem, který se v druhé polovině 30. let prosadil do výzbroje Italského královského letectva (Regia Aeronautica). Tyto stroje se zapojily do bojů ve španělské občanské válce, v čínsko-japonské válce a v druhé světové válce. Ačkoli v 30. letech byl BR.20 standardním italským středním bombardérem a během španělské občanské války se plně prosadil, v době vstupu Itálie do druhé světové války již pomalu zastarával.

## Vývoj a prototyp
První prototyp BR.20 vzlétl poprvé 10. února 1936. Fiat tehdy jako jediný splnil podmínky zadané italským ministerstvem letectví v roce 1934 (rychlost 330 km/h ve výšce 4500 m a 385 km/h v 5000 metrech, dolet 1000 km a nosnost 1200 kg bomb) pro vývoj těžkého dvoumotorového bombardovacího letounu. První sériové stroje BR.20 (zkratka BR znamená Bombardiere Rosatelli neboli Rosatelliho bombardér) se dostaly do výzbroje Italského královského letectva již v září 1936. Ve srovnání s konkurenčním letounem Savoia-Marchetti SM.79 měl Fiat BR.20 sice menší dolet, ale větší nosnost a vhodnější uložení pum, díky níž dosahoval mnohem vyšší přesnost shozu než ostatní italské bombardéry. Přesto si nedokázal získat větší přízeň na oficiálních místech, takže v létech 1936–1938 si Regia Aeronautica objednala pouhých 100 letounů.
Prototyp letounu Fiat BR.20 byl podle tehdejších zvyklostí ve fašistické Itálii a Německu konstruován souběžně s civilní dopravní verzí Fiat APR2.

## Nasazení
Hlavním úkolem BR.20 bylo bombardování na střední vzdálenosti. Vzhledem ke své vysoké letové i maximální rychlosti se vyrovnal i lehkým bombardérům, jako byl Tupolev SB-2. Navíc měl i výborný dolet a užitečné zatížení.

### Španělsko

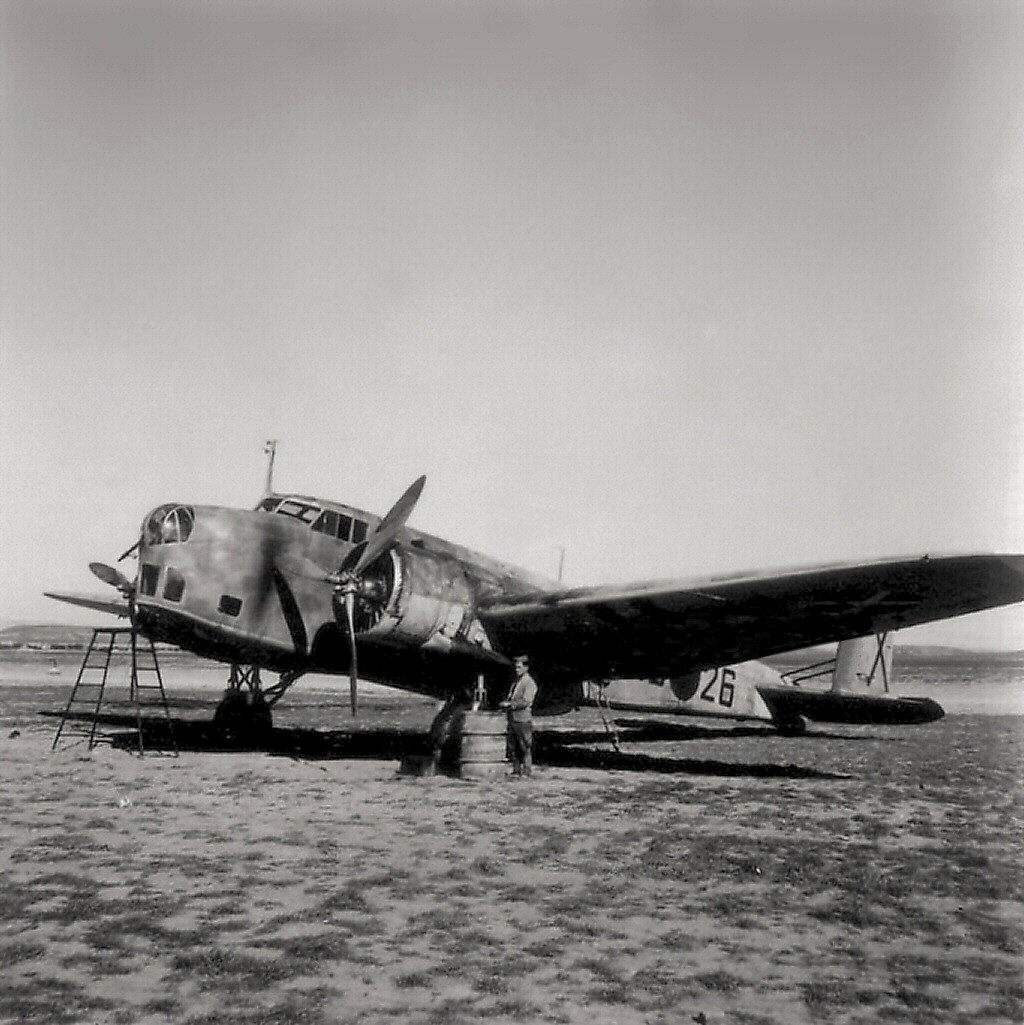
Fiat BR.20 ze stavu Aviazione Legionaria, Španělsko

V červnu roku 1937 odeslala Itálie do Španělska 6 letounů BR.20 k podpoře spřízněných frankistů během španělské občanské války. Stroje sloužily spolu s ostatními italskými bojovými letouny v jednotce Aviazione Legionaria, jež úzce spolupracovala s dobrovolnickou jednotkou německé Luftwaffe zvanou Legie Condor. V červenci následujícího roku pak do Španělska přibylo dalších 7 strojů BR.20. Zúčastnily se zejména náletů na Teruel a bitvy o Ebro. Prokázaly v nich svoji odolnost a přesnost. Byly také dostatečně rychlé, aby dokázaly uniknout sovětským stíhačkám Polikarpov I-16 a Polikarpov I-15.

### Japonsko

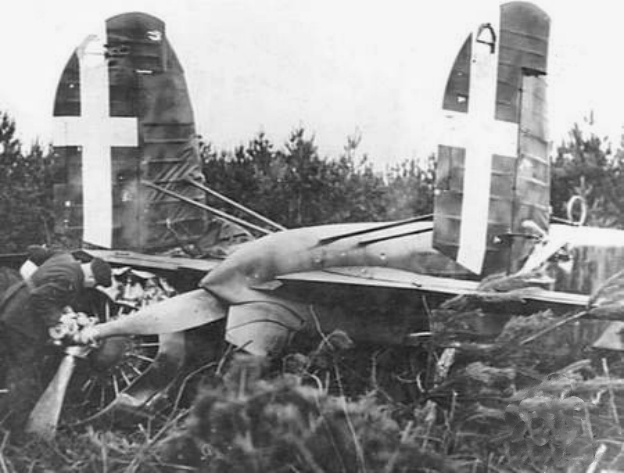
Havarovaný Fiat BR.20 Corpo Aereo Italiano ve Velké Británii

V červenci 1937 vstoupilo Japonsko naplno do války s Čínskou republikou a rozpoutalo tak druhou čínsko-japonskou válku. Japonské císařské letectvo však mělo nedostatek moderních bombardérů, jelikož letoun Micubiši Ki-21 byl ještě ve stadiu prototypových zkoušek. Proto bylo nuceno hledat pomoc v cizině. Itálie byla ochotná japonskou zakázku upřednostnit před vlastními potřebami a nabídla Japoncům bombardéry Caproni Ca.135 a BR.20. Stroje Caproni nevyhověly japonským požadavkům, avšak BR.20 ano, a proto Japonci koncem roku 1937 objednali 72 letounů. Záhy svoji objednávku rozšířili o dalších 10 strojů. 

První dodávky BR.20 pro boje v Mandžusku začaly v únoru 1938. Tyto stroje nahradily zastaralé bombardéry Micubiši Ki-1. Jejich úkolem bylo bombardování vzdálených čínských měst a zásobovacích středisek. BR.20 operovaly na velké vzdálenosti na hranicích svého doletu a bez jakékoli ochrany, proto měly značné ztráty způsobené čínskými stíhači. Od září 1939 byly BR.20 postupně nahrazovány stroji Micubiši Ki-21.

### Druhá světová válka
Později za druhé světové války se Corpo Aereo Italiano neslavně zúčastnila závěrečné fáze bitvy o Británii na straně Luftwaffe s velkými ztrátami.

## Technický popis

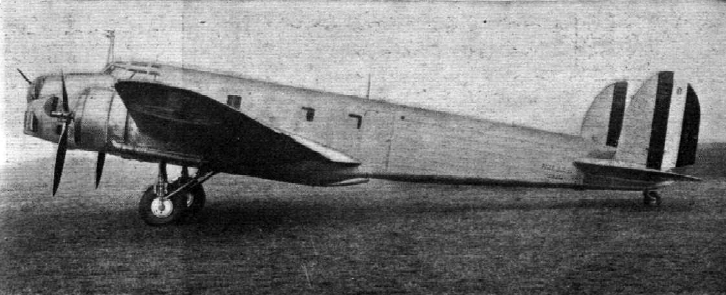
Fiat BR.20, Regia Aeronautica, 1938

Bombardovací letoun Fiat Br.20 byl samonosný dvoumotorový, pětimístný dolnoplošník. Kostra svařená z ocelových trubek byla od přídě až za odtokovou hranu křídla potažena duralovými plechy. Zbytek trupu, jehož celková délka činila 16,68 m, krylo lakované plátno. Samonosné křídlo s rozpětím 21,56 m bylo celokovové, s duralovým potahem, vyjma křidélek a vztlakových klapek. Rovněž dvojité svislé ocasní plochy měly smíšený potah. Pohonnou jednotku tvořily původně dva vzduchem chlazené hvězdicové osmnáctiválce Fiat A-80 RC-41 s výkon|výkonem 650/757 kW (885/1030 k), které roztáčely třílisté stavitelné kovové vrtule. Podvozek vyjma zadního pojezdového kola byl hydraulicky zatahován do motorových gondol. Obranná výzbroj letounu sestávala ze dvou pohyblivých kulometů Breda-SAFAT ráže 7,7 mm umístěných v přední prosklené věži (střelišti Breda H) a ve výklopném střelišti pod trupem a jednoho pohyblivého velkorážního kulometu Breda-SAFAT ráže 12,7 mm umístěného ve hřbetní otočné střelecké věži Breda DR. Náklad pum činil maximálně 1600 kg – obvykle šlo o dvě pumy po 500 kg nebo čtyři po 250 kg.

## Varianty

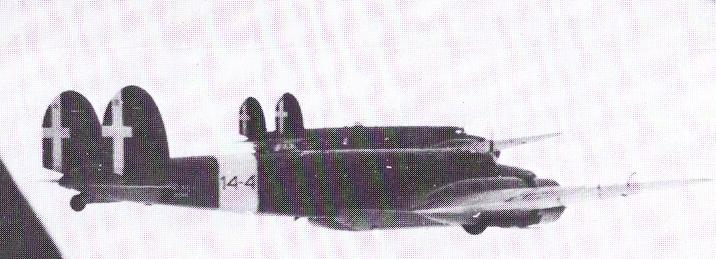
Fiat BR.20 Regia Aeronautica

BR.20
Původní výrobní verze – vyrobeno 233 kusů
BR.20A
Demilitarizovaná konverze dvou BR.20 pro letecké závody
BR.20L
Civilní verze s dlouhým doletem – vyroben jeden letoun
BR.20M
Vylepšená bombardovací verze s prodlouženou přídí – vyrobeno 264 kusů
BR.20C
Jediný letoun upravený firmou Agusta pro kanón ráže 37 mm v přídi
BR.20bis
Výrazněji zdokonalená verze z roku 1941. Měla vylepšenou aerodynamiku a výkonnější motory A-82 RC-42 po 918 kW (1250 k). Kulomety v hlavních střelištích byly všechny ráže 12,7 mm, přibyly dva 7,7mm kulomety na bocích trupu nad křídlem a stroje dostaly novou věž Breda V na hřbetě.

## Specifikace (BR.20M)

Fiat B.R.20

Údaje převzaty z Encyklopedie zbraní 2. svět. války

### Technické údaje
- Osádka: 5
- Rozpětí: 21,56 m
- Délka: 16,68 m
- Výška: 4,75 m
- Nosná plocha: 74,0 m²
- Hmotnost prázdného stroje: 6500 kg
- Maximální vzletová hmotnost: 10 100 kg
- Pohonná jednotka: 2 × vzduchem chlazený hvězdicový osmnáctiválec Fiat A-80 RC-41 s výkonem 650/757 kW (885/1030 k)

### Výkony
- Maximální rychlost: 440 km/h
- Cestovní rychlost: 340 km/h
- Dostup: 8000 m
- Dolet: 2750 km

### Výzbroj
- 1 × 12,7mm kulomet Breda-SAFAT-hřbetní střeliště
- 2 × 7,7mm kulomet Breda-SAFAT-čelní střeliště
- 1 × 7,7mm kulomet Breda-SAFAT-spodní výklopné střeliště
- 1600 kg bomb

## Specifikace (BR-20bis)
Údaje převzaty z www.topsid.com

### Technické údaje
- Osádka: 5
- Rozpětí: 21,85 m
- Délka: 17,45 m
- Výška: 4,30 m
- Nosná plocha: 75,00 m²
- Hmotnost prázdného stroje: 7500 kg
- Maximální vzletová hmotnost: 11 500 kg
- Pohonná jednotka: 2 × vzduchem chlazený hvězdicový osmnáctiválec Fiat A-82 RC-42 s výkonem 918 kW (1250 k)

### Výkony
- Maximální rychlost: 460 km/h
- Cestovní rychlost: 340 km/h
- Dostup: 9200 m
- Dolet: 2000 km

### Výzbroj
- 3 × 12,7mm kulomet Breda-SAFAT
- 2 × 7,7mm kulomet Breda-SAFAT
- 1600 kg bomb